# Beceni (gmina)
Gmina Beceni – gmina w Rumunii, w okręgu Buzău. Obejmuje miejscowości Arbănași, Beceni, Cărpiniștea, Dogari, Florești, Gura Dimienii, Izvoru Dulce, Mărgăriți i Valea Părului. W 2011 roku liczyła 4403 mieszkańców.